# Lua Blanco Pocket Show
Título a ser usado para criar uma ligação interna é Lua Blanco Pocket Show.
Lua Blanco Intimate: Pocket Show, foi uma turnê promocional da atriz, cantora e compositora brasileira Lua Blanco, ex-integrante da banda musical brasileira RebeldeS.
Consiste em uma série de pocket show's (apresentações musicais de curta duração) que ocorreram no Brasil, com o intuito de aproximar a artista de seus fãs, que por conta das gravações da telenovela Pecado Mortal da RecordTV, havia alguns meses não subia aos palcos. A primeira apresentação ocorreu no dia 08 de setembro de 2013, na cidade de Salvador.
Todos os shows atingiram a sua capacidade máxima, e parte do público acabou ficando do lado de fora. Todos eles tiveram o famoso "Meet & Greet" e grande repercussão na mídia.

## Repertório
A mini-turnê não têm uma tracklist oficial, isto é, as canções apresentadas variaram em cada pocket show. Abaixo encontram-se todas as músicas que foram cantadas durante toda a mini-turnê.
1. 22
2. A Thousand Years
3. Call Me Maybe
4. Como Nossos Pais
5. Do Jeito Que Eu Sou
6. Far Away
7. Firework
8. Just Give Me a Reason'
9. Let It Go
10. Meu Jeito, Seu Jeito
11. Ovelha Negra
12. Paciência
13. Perigosa
14. Royals
15. Tchau Pra Você
16. Te amo
17. Todo Dia
18. Unbroken
19. Vagalumes
20. What Makes You Beautiful
21. We Found Love
22. Where Have You Been
23. Wrecking Ball

(Entre uma música e outra, Lua Blanco conversou e interagiu com seus fãs)

## Datas
| Data                   | Cidade         | Estado         | Local                           |
| ---------------------- | -------------- | -------------- | ------------------------------- |
| Brasil                 |                |                |                                 |
| 8 de Setembro de 2013  | Salvador       | Bahia          | Lounge Premium Arena Fonte Nova |
| 24 de Janeiro de 2014  | Rio de Janeiro | Rio de Janeiro | Paris 6                         |
| 18 de Agosto de 2014   | São Paulo      | São Paulo      | Paris 6                         |
| 20 de Setembro de 2014 | Recife         | Pernambuco     | Hotel Atlante Plaza Recife      |

1. ↑  «LUA BLANCO FAZ POCKET SHOW EM RESTAURANTE LOTADO DE FÃS; VEJA FOTOS». Jovem Pam Recife. 18 de Agosto de 2014. Consultado em 15 de Novembro de 2014
2. ↑  «Lua Blanco recebe os fãs em pocket show no Rio de Janeiro». Caras. Consultado em 15 de Novembro de 2014
3. ↑  http://now-events.net/br/page/2593499 Em falta ou vazio |título= (ajuda)
4. ↑  «Lua Blanco faz show lotado de fãs». Jovem Pam Recife. 18 de Agosto de 2014. Consultado em 15 de Novembro de 2014
5. ↑  O Fuxico e AgNews (18 de agosto de 2014). «Lua Blanco faz pocket show para fãs, em São Paulo». O Fuxivo. Consultado em 15 de Novembro de 2014
6. ↑  «Antes de lançar álbum, Lua Blanco faz pocket show para fãs». Pure Break. Consultado em 15 de Novembro de 2014
7. ↑  Leo Franco (19 de Agosto de 2014). «Lua Blanco faz pocket show no Restaurante Paris 6». CGT. Consultado em 15 de Novembro de 2014